# Babajurt
Babajurt (ros. Бабаюрт) – wieś w Dagestanie. Centrum administracyjne rejonu babajurtowskiego. W 2022 roku liczyła 16 099 mieszkańców.

## Geografia
Babajurt jest położony w Dagestanie, w Rosji, na Równinie Kumyckiej. Leży on na trasie Astrachań – Machaczkała.

## Demografia
W 2022 roku wieś zamieszkiwało 16 099 osób.
Grupy etniczne i narodowości w 2010:
• Kumycy – 9 926 (65,19%)
• Awarowie – 2 217 (14,56%)
• Nogajowie – 1 655 (10,87%)
• Czeczeni – 513 (3,37%)
• Dargijczycy – 293 (1,92%)
• Rosjanie – 175 (1,15%)
• Lakowie – 165 (1,08%)
• inny – 283 (1,86%)

## Urodzeni w Babajurcie
• Giennadij Nikołajewicz Szpigun (ur. 1947, zm. 2000) – rosyjski generał; przedstawiciel Ministerstwa Spraw Wewnętrznych Federacji Rosyjskiej w Czeczenii.